# Herman Andreas Timm
Herman Andreas Timm född 28 oktober 1800. Död 4 november 1866 i Magleby på Amager där han verkade som präst. Psalmförfattare representerad i den danska Psalmebog for Kirke og Hjem. 

## Psalmer
- Under dine vingers skygge
- Kender du den livsens kilde
- Bliv hos mig, kære Herre Krist